# Odontites bolligeri
Odontites bolligeri är en snyltrotsväxtart som beskrevs av E.Rico, L.Delgado och Herrero. Odontites bolligeri ingår i släktet rödtoppor, och familjen snyltrotsväxter. Inga underarter finns listade i Catalogue of Life.